# Muergas
Muergas est un concejo du comté de Treviño. Il est situé dans la comarque de l'Èbre, dans la province de Burgos, communauté autonome de Castille-et-León, Espagne. Ce village compte environ une dizaine d'habitants.
Muergas fait aussi partie de l'enclave de Treviño, dont la majorité de la population demande à être rattachée à la province de l'Alava. Anciennement Morgas en basque mais depuis 2016, l'Académie de la langue basque recommande le toponyme de Muergas.